# Ngô Dụng
Ngô Dụng (吴用) tự Học Cứu (学究) hay còn gọi là Trí Đa Tinh (智多星) là một trong 36 Thiên Cang Tinh của 108 anh hùng Lương Sơn Bạc trong tiểu thuyết Thủy hử.
Ngô Dụng xuất thân là thầy dạy học có quen biết khá thân với Tiều Cái. Một hôm ông nằm mộng thấy bảy vì sao lớn, đoán có điềm lành nên tới tìm Tiều Cái đến nơi thì lại gặp Lưu Đường, sau này còn rủ thêm được Nguyễn Thị Tam Hùng, Bạch Thắng và Công Tôn Thắng cùng tổ chức cướp lễ vật mừng thọ thái sư rồi trốn lên Lương Sơn Bạc.
Sau này khi xếp thứ bậc thì ông ngồi ghế thứ 3 trong 108 anh hùng Lương Sơn Bạc. Ngô Dụng được cho là túc trí đa mưu, có phong thái bắt chước Thừa tướng Gia Cát Lượng cho nên được tôn tụng là Gia Lượng Tiên Sinh. Ông được Tiều Cái và Tống Giang (tức Tống Công Minh) trọng dụng.
Trong cuộc Nam chinh đánh Phương Lạp, Ngô Dụng bày mưu hiến kế, lập được nhiều công trạng, được trao chức Thừa tuyên sứ quận Vũ Thắng. Khi nghe tin Tống Giang và Lý Quỳ đã chết, ông đem xác hai người an táng tại đầm Lục Nhi ngoài thành Sở Châu, nơi có ao đầm ngòi rạch mênh mông, tùng bách rậm rạp xanh tươi, địa thế rồng cuộn hổ ngồi, núi non nhấp nhô uốn lượn, sườn núi đá xếp như bậc thềm, một nơi trông rất giống Lương Sơn Bạc. Rồi ông cùng Hoa Vinh treo cổ tự vẫn tại đây. Cái chết của Ngô Dụng đầy bi phẫn.